# Elissa Landi
Elissa Landi, née Elisabeth Marie Christine Kühnelt (6 décembre 1904 à Venise, Italie – 21 octobre 1948 à Kingston, New York, États-Unis) est une actrice américaine d'origine autrichienne.

## Biographie
Sa mère Caroline, dite « la petite fille de Sassetot », serait la fille cachée de l'impératrice Elisabeth d'Autriche dite « Sissi », d'après la nièce de l'impératrice, la comtesse Marie Larisch von Moennich.
Un livre (La Vie que tu t’étais imaginée de Nelly Alard) paru début 2020 est consacré à Elissa Landi et sa mère.

## Filmographie
- 1926 : London (en) de Herbert Wilcox : Alice Cranston
- 1928 : Synd de Gustaf Molander : Kersti
- 1928 : Bolibar (en) de Walter Summers : Françoise-Marie/La Monita
- 1928 : Un cri dans le métro (Underground) d'Anthony Asquith : Nell
- 1929 : The Inseparables (en) d'Adelqui Migliar et John Stafford : Velda
- 1930 : Children of Chance d'Alexander Esway : BinnielLia Monta
- 1930 : The Price of Things (en) d'Elinor Glyn : Anthea Dane
- 1930 : Knowing Men d'Elinor Glyn : Korah Harley
- 1930 : The Parisian de Jean de Limur : Yvonne
- 1931 : Le Passeport jaune (The Yellow Ticket) de Raoul Walsh : Marya Kalish
- 1931 : Wicked : Margot Rande
- 1931 : Always Goodbye : Lila Banning
- 1931 : Body and Soul d'Alfred Santell : Carla
- 1932 : Le Signe de la croix (The Sign of the Cross) de Cecil B. DeMille : Mercia
- 1932 : A Passport to Hell de Frank Lloyd : Myra Carson
- 1932 : The Woman in Room 13 : Laura Ramsey
- 1932 : Devil's Lottery : Evelyn Beresford
- 1933 : Court-circuit (By Candlelight) : Marie
- 1933 : The Masquerader : Eve Chilcote
- 1933 : I Loved You Wednesday : Vicki Meredith
- 1933 : The Warrior's Husband : Antiope
- 1934 : Le Comte de Monte-Cristo (The Count of Monte Cristo) de Rowland V. Lee : Mercedes
- 1934 : The Great Flirtation : Zita Marishka
- 1934 : Sisters Under the Skin : Judy O'Grady aka Blossom Bailey
- 1934 : Man of Two Worlds : Joan Pemberton
- 1935 : Kœnigsmark (Koenigsmark) de Maurice Tourneur : Princesse Aurore
- 1935 : Without Regret : Jennifer Gage
- 1935 : Enter Madame : Lisa Della Robbia
- 1936 : Nick, gentleman détective (After the Thin Man) de W. S. Van Dyke : Selma
- 1936 : Mad Holiday : Peter Dean
- 1936 : The Amateur Gentleman : Lady Cleone Meredith
- 1937 : La Treizième Chaise (The Thirteenth Chair) de George B. Seitz : Helen Trent
- 1943 : Corregidor : Dr. Royce Lee Stockman